# Schutowa
Schutowa (ukrainisch Шутова; russisch Шутова/Schutowa, polnisch Szutowa) ist ein Dorf in der ukrainischen Oblast Lwiw in der Westukraine mit etwa 400 Einwohnern.
Die Ortschaft liegt im Westen der historischen Landschaft Galizien im Rajon Jaworiw südlich des Flusses Wischomlja (Віжомля), etwa 10 Kilometer südwestlich vom Rajonzentrum Jaworiw und 53 Kilometer westlich vom Oblastzentrum Lwiw entfernt.
Am 12. Juni 2020 wurde das Dorf ein Teil neu gegründeten Stadtgemeinde Jaworiw im Rajon Jaworiw; bis dahin bildete es zusammen 2 weiteren Dörfern die Landratsgemeinde Kalyniwka (Калинівська сільська рада/Kalyniwska silska rada) im Rajon Jaworiw.
Der Ort entstand nach dem Ende des Ersten Weltkrieges in Polen, war hier ab 1929 offiziell als Szutowa benannt und ab 1934 als Hauptort in die Woiwodschaft Lwów, Powiat Jaworów, Gmina Szutowa eingegliedert und wurde im Zweiten Weltkrieg erst von der Sowjetunion und ab 1941 bis 1944 von Deutschland besetzt und dem Distrikt Galizien angeschlossen. Nach der Rückeroberung durch sowjetische Truppen 1944 kam er 1945 wiederum zur Sowjetunion und wurde in die Ukrainische SSR eingegliedert, seit 1991 ist der Ort Teil der heutigen Ukraine.